# Actinulida
Actinulida Swedmark & Teissier, 1959 sono un ordine di celenterati idrozoi della sottoclasse Trachylina.

## Descrizione
Si tratta di celenterati di dimensioni molto piccole che vivono isolati nei sedimenti marini. Non hanno fase polipoide ed hanno caratteristiche sia dei polipi che delle meduse adulte.
La campana è molto ridotta e il corpo ciliato; le specie della famiglia Otohydridae sono completamente coperte di ciglia. Le specie di Actinulida possono avere, in certi casi, delle statocisti a forma di clava e derivate da tessuti  ecto- o endodermici.

## Distribuzione
Presenti in Europa, vivono nella sabbia marina.

## Tassonomia
Secondo World Register of Marine Species:
- Halammohydridae Remane, 1927
- Otohydridae Swedmark & Teissier, 1958